# Hesperis pendula
Hesperis pendula är en korsblommig växtart som beskrevs av Dc. Hesperis pendula ingår i släktet hesperisar, och familjen korsblommiga växter.

## Underarter
Arten delas in i följande underarter:
- H. p. aucheri
- H. p. brachytricha
- H. p. campicarpa
- H. p. goerzii
- H. p. pendula